# Arbroath FC
Arbroath FC is een Schotse voetbalclub uit Arbroath in Angus.
De club werd in 1878 opgericht. De grootste overwinning in de clubgeschiedenis was een 36-0-overwinning tegen Bon Accord FC in de eerste ronde van de Scottish Cup in 1885. De keeper van Arbroath, James Milne, schuilde de hele wedstrijd onder een paraplu van een toeschouwer die hij geleend had. John Petrie scoorde dertien keer. Eigenlijk was er een vergissing in het spel. Orion FC was uitgenodigd voor de beker, maar de uitnodiging kwam bij de Orion Cricket Club terecht, die de naam voor de gelegenheid in Bon Accord veranderde en zo de historische pandoering kreeg. Twee jaar later speelde Arbroath in de beker wel tegen het echte Orion en gaf ook deze club een veeg uit de pan, met 20-0.
De club speelde negen seizoenen in de hoogste klasse en 45 seizoenen in de tweede klasse. In 1996/97 kwam het dieptepunt in het bestaan, laatste in de vierde klasse. Het volgende seizoen promoveerde de club en speelde ze drie jaar in de derde klasse alvorens naar de tweede klasse te promoveren, de beste prestatie in de recente geschiedenis. In het eerste seizoen werd de club zevende, maar het volgende seizoen werd Arbroath laatste. Het volgende seizoen kon de club maar net aan een tweede opeenvolgende degradatie ontsnappen, maar in 2004/05 was er geen ontsnappen meer aan en was de club weer bij af. In 2007/08 eindigde de club vierde en kon het via play-offs promoveren. Twee seizoenen later degradeerde het na verlies in de play-offs opnieuw naar de Third Division. In het seizoen 2010/11 werd Arbroath kampioen in de Third League. In 2014 degradeerde de club maar kwam in 2017 terug en ging na het behaalde kampioenschap van de Scottish League One in 2018 zelfs weer naar de Scottish Championship. 

## Erelijst
- Scottish Football League Third Division/Scottish League Two
  - Winnaar (2): 2010/11, 2016/17

- Scottish League One
  - Winnaar (2): 2018/19, 2024/25

## Eindklasseringen
| 12 |

| 13 |

| 7 |

| 14 |

| 13 |

| 16 |

| 7 |

| 14 |

| 12 |

| 18 |

| 10 |

| 3 |

| 2 |

| 18 |

| 12 |

| 6 |

| 6 |

| 3 |

| 7 |

| 6 |

| 3 |

| 2 |

| 18 |

| 5 |

| 3 |

| 2 |

| 15 |

| 13 |

| 18 |

| 5 |

| 8 |

| 9 |

| 10 |

| 13 |

| 9 |

| 3 |

| 3 |

| 5 |

| 14 |

| 8 |

| 11 |

| 9 |

| 10 |

| 12 |

| 14 |

| 7 |

| 6 |

| 12 |

| 7 |

| 5 |

| 10 |

| 2 |

| 7 |

| 4 |

| 2 |

| 7 |

| 10 |

| 8 |

| 9 |

| 4 |

| 2 |

| 4 |

| 7 |

| 9 |

| 1 |

| 2 |

| 5 |

| 10 |

| 3 |

| 9 |

| 1 |

| 4 |

| 1 |

| 5 |

| 7 |

| 2 |

| 8 |

| 10 |

| 1 |

| Niveau 1 | Niveau 2 | Niveau 3 | Niveau 4 |

| Periode    | Niveau 1                | Niveau 2              | Niveau 3            | Niveau 4            |
| 1893-1975  | Division One            | Division Two          | Division Three      | --                  |
| 1975-1998  | Premier Division        | First Division        | Second Division     | Third Division      |
| 1998-2013  | Scottish Premier League | First Division        | Second Division     | Third Division      |
| 2013-heden | Scottish Premiership    | Scottish Championship | Scottish League One | Scottish League Two |

## Records
- Grootste overwinning: 36-0 tegen Bon Accord FC in 1885
- Zwaarste nederlaag: 1-9 tegen Celtic FC in 1993
- Hoogste aantal toeschouwers: 13 510 tegen Rangers FC in 1952